# Traslasierra (película)
Traslasierra es una película de Argentina filmada en colores dirigida por Juan Pablo Sasiaín sobre su propio guion que se estrenó el 6 de junio de 2019 y tuvo como actores principales a Juan Pablo Sasiaín (en su primera actuación en cine), Ananda Troconis, Guadalupe Docampo y Rufino Martínez.

## Producción
El director estudió en la escuela de títeres del Teatro General San Martín, donde tuvo como maestros a Mauricio Kartún y Tito Lorefice. En Traslasierra hay varios objetos de Sarah Bianchi, entre ellos, el monito que aparece en una escena junto a Guadalupe Docampo que es uno de sus personajes. En el filme actúan el titiretero Rufino Martínez –quien falleció en 2013, el mismo año del rodaje-  y el elenco de Bienteveo, el muñeco Pipo –con la voz y conducción de Sasiaín- , personaje de su obra Magic tales. Sasiaín llegó a Córdoba interesado por la casa de títeres creada por Rufino Martínez y Teresa Grossi, que después lo invitaron al festival de títeres. Inspirado por el paisaje escribió el argumento del filme.

## Sinopsis
Un artista retorna a su lugar natal con su novia venezolana para reencontrarse con su padre titiritero y una amiga que agitará a su pareja.

## Reparto
Intervinieron en el filme los siguientes intérpretes:
- Juan Pablo Sasiaín
- Ananda Troconis
- Guadalupe Docampo
- Rufino Martínez
- Candela Curletto

## Críticas
Javier Mattio en La Voz del Interior escribió de la película:

”…una de las más sensibles filmadas en el escenario serrano, característica del intimismo consumado y de partitura emotiva del director.” 

Fernando Sandro en el sitio web altapeli.com.ar dijo:

”Mina Clavero será… fundamental en Traslasierra. El realizador la filma soleada, cálida, abierta, con aire de hogar. Aún en las escenas de noche o en interiores hay un brillo que la hace luminosa.
...una propuesta noble, humana, sensible;...con cierto grado de inocencia bienvenida. No hay grandes complicaciones de guion, ni vueltas de tuerca....Sasiaín se siente cómodo y transmite familiaridad a su personaje...Aporta una cuota de naturalidad muy fresca. Ananda Tronconi posee muy buena química con Sasiaín y tiene la candidez necesaria que Julieta necesitaba...Rufino Martínez con muchísimo brío, color, y una postura entrañable. Conquista con cada una de sus apariciones. Un personaje muy querible y espontáneo...Guadalupe Docampo--- logra captar todas las miradas con su dulce Coqui. Habla con tonada, sonríe, achina su mirada, y el espectador cae rendido ante la luminosidad que despliega. Coqui es un personaje simple, que exige mucho de su intérprete para hacerlo destacar, y Docampo lo logra....película chica, simple, pero de gran corazón.”

Santiago Garcia en el sitio web leercine.com.ar opinó:

”La película no tiene ni la identidad estética o narrativa de los films independientes más interesantes ni tampoco la efectividad profesional de las películas más clásicas. No es una experiencia cinematográfica original ni tampoco un entretenimiento que genere simpatía y emoción… el resultado es pobre y sin gracia.
Los actores tampoco producen identificación ni empatía con sus personajes y varias resoluciones terminan siendo insuficientes y bastante fallidas. Diálogos que no suenan auténticos, las situaciones cotidianas no son creíbles, el naturalismo  cuando falla resulta particularmente absurdo. Traslasierra no encuentra nunca el tono o el camino para convertirse en una película que llame la atención o aporte algo novedoso.

Diego Brodersen en Página 12 dijo:

”Traslasierra impone desde el primer momento un tono reposado y amable, que seguirá siendo la marca de estilo más evidente incluso en los momentos de crisis...Si la trama gira alrededor de temas tan universales como la paternidad, las decisiones de vida y la cercanía de la muerte, la forma elegida por el realizador es...un naturalismo construido en base a los diálogos y los pequeños gestos, enmarcados por la belleza natural de las locaciones y una bondad diáfana en los personajes que, en más de una ocasión, rozan el pintoresquismo cinematográfico. Las bondades del film hay que buscarlas en los detalles, en la manera en la cual el realizador logra obtener...un sentido de genuina humanidad, en el humor cómplice y las miradas que dicen más que una línea de diálogo. Las reflexiones y confesiones campechanas del veterano titiritero… le aportan al guion un elemento de verdad. Como los títeres y su relación con aquellos que les dan la vida, un personaje puede a veces ser el reflejo fiel de quien lo interpreta.”

## Comentario del director
El director Juan Pablo Sasiaín dijo sobre el filme en una entrevista:

”Me quedé fascinado con el lugar, los ríos, los arroyos, las sierras, y por algo interesante que tiene Rufino Martínez…Este titiritero de barba blanca me contó historias en los almuerzos sobre sus viajes que escuché durante años, y un día digo ‘acá hay una película’…Finamente decido filmar en otoño, con lo que se aprecia esa naturaleza de árbol seco y el sol que le da de pronto, los ríos en los que no podés meterte porque están fríos. Es nostálgico el otoño-invierno, recuerda al pasado y sugiere lo que está por venir, es la instancia de descanso y reflexión, cuando uno crece. Justo la película trata acerca de un personaje que se anima a madurar, a reflexionar y cambiar. El otoño tiene esa carga en las personas que lo habitan…Traslasierra es un momento de crisis entre dos grandes amores, la mujer extranjera y la patriota, la ciudad y la naturaleza. En esa época vivía viajando, no tenía resuelto dónde anclar raíces y expresé ese conflicto. Uno está continuamente escribiendo viajes de ida o de vuelta y para irse definitivamente a construir algo nuevo primero es necesario volver.”

## Festivales
La película fue invitada para ser exhibida en la competencia oficial del festival Cines del Sur de Granada.